# Uatu Haco
Uatu Haco (Uato Haco, Uatu-Haco, Uataco, Watu-Haku) ist ein osttimoresischer Suco im Verwaltungsamt Venilale (Gemeinde Baucau).

## Geographie

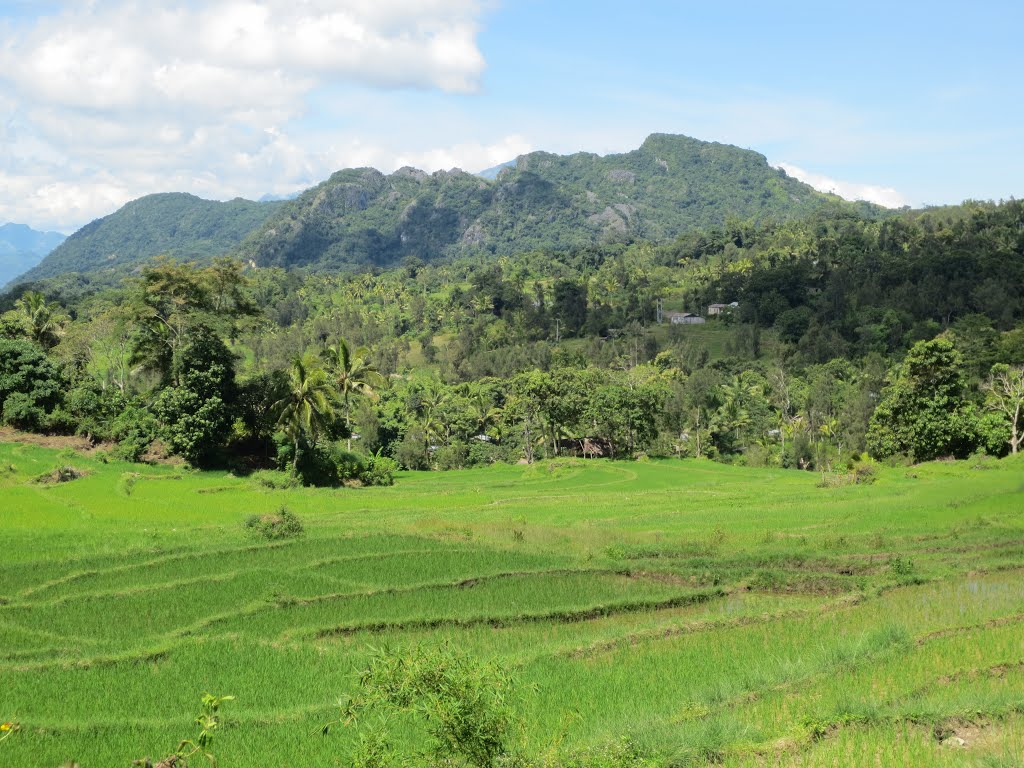
Reisfelder bei Uai-Tali-Bu'u

Vor der Gebietsreform 2015 hatte Uatu Haco eine Fläche von 23,95 km². Nun sind es 23,81 km². Der Suco besteht aus zwei getrennten Gebieten im Zentrum und Südosten des Verwaltungsamts Venilale. Der nördliche Teil bildet einen schmalen Streifen, quer durch das Verwaltungsamt Venilale. Nördlich liegen die Sucos Baha Mori und Bado-Ho’o, südlich Fatulia, Uailaha und Bado-Ho’o. Im Osten grenzt Uatu Haco an das Verwaltungsamt Ossu (Gemeinde Viqueque) mit seinem Suco Uaibobo. Das zweite Gebiet im Südosten Venilales grenzt im Norden an den Suco Uai Oli und wird ansonsten von Ossu mit seinen Sucos Ossu de Cima und Nahareca umrahmt. Der Fluss Seiçal bildet die Ostgrenze beider Gebiete.
Durch den Westen des nördlichen Gebiets führt die Überlandstraße von Baucau nach Ossu und Viqueque. Sie durchquert den Ort Venilale, den Verwaltungssitz des Verwaltungsamts. Ebenfalls im Westen liegen die Orte Uatu Uasa (Uatu Assa, Utu Assa) und Uai-Tali-Bu'u (Uaitalibu, Uaitalobu), im Zentrum befinden sich die Dörfer Ariana, Luaholi (Luha Oli, Luhaoli) und Lia Bala (Liabala) und im Osten Ossogori. An der Nordgrenze des südlichen Gebiets liegt als einziger größerer Ort das Dorf Larameta. Neben der sehenswerten renovierten Escola Reino de Venilale aus der Kolonialzeit in Venilale gibt es im Westen, Zentrum und Osten jeweils eine Grundschule. Außerdem gibt es in Venilale eine prä-sekundäre Schule, einen Hubschrauberplatz und ein kommunales Gesundheitszentrum. Ariana hat eine heiße Quelle, die zum Baden benutzt wird. Nordwestlich des Dorfes liegt der Berg Foho Ariana, auf dem sich eine Statue der Maria, Hilfe der Christen (Maria Auxiliadora) befindet.
Im Suco befinden sich die vier Aldeias Lia Bala, Ossogori (Osso Gori), Uai-Tali-Bu'u (Uai Talibo) und Uatu Uasa (Uatu Assa).

## Einwohner

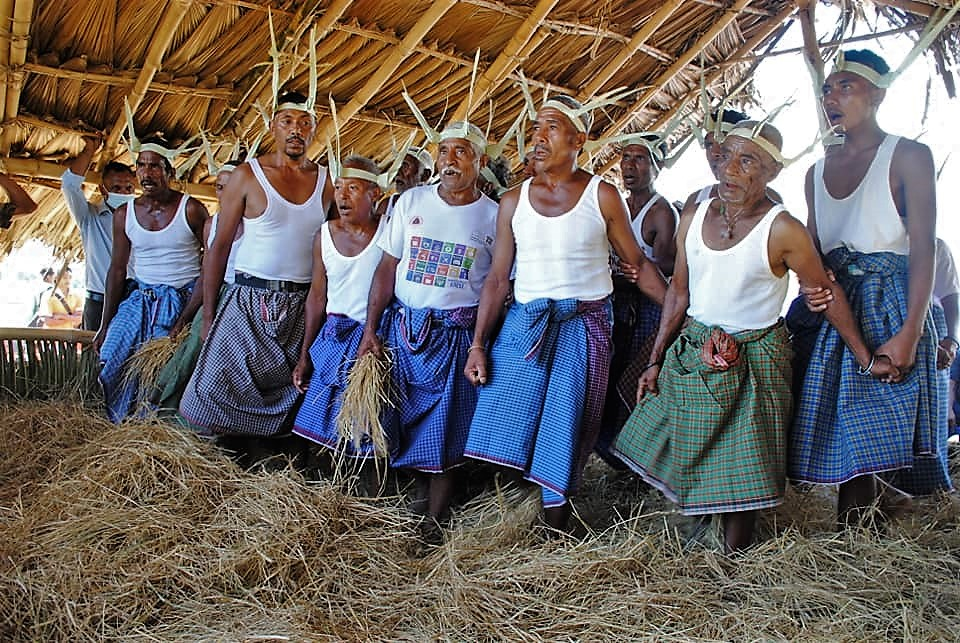
Feier beim traditionellen Reisdreschen

Im Suco leben 2.782 Einwohner (2022), davon sind 1.406 Männer und 1.376 Frauen. Im Suco gibt es 561 Haushalte. Über 40 % der Einwohner geben Tetum Prasa als ihre Muttersprache an. Etwa 30 % sprechen Makasae. Außerdem sprechen etwa 15 % Midiki und eine kleine Minderheit Kairui. Beide gehören zu den Kawaimina-Sprachen.

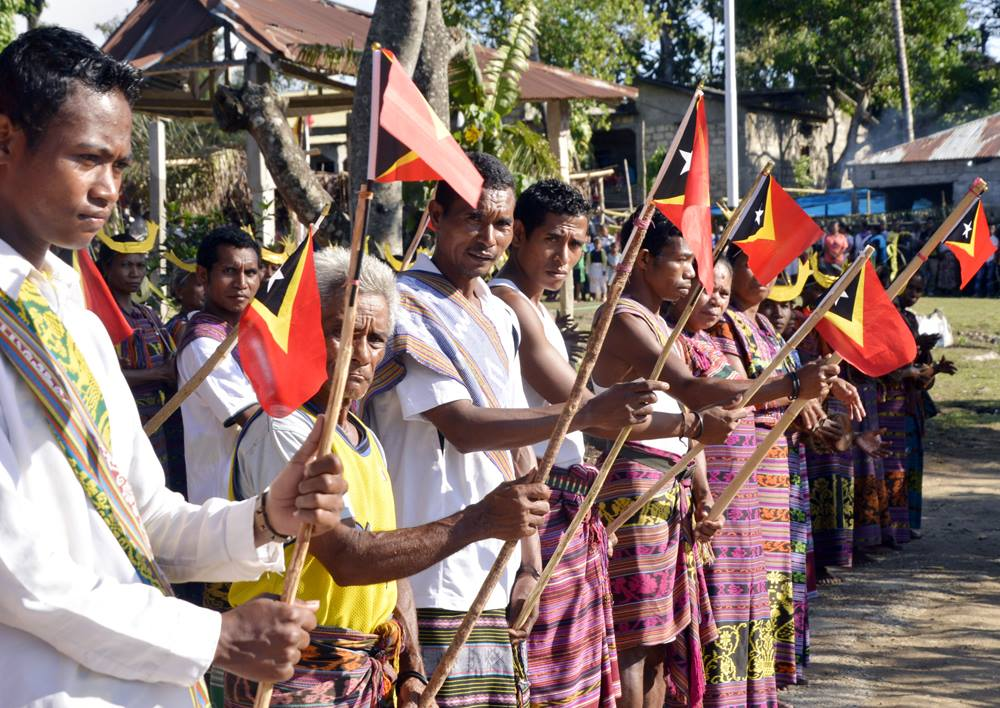
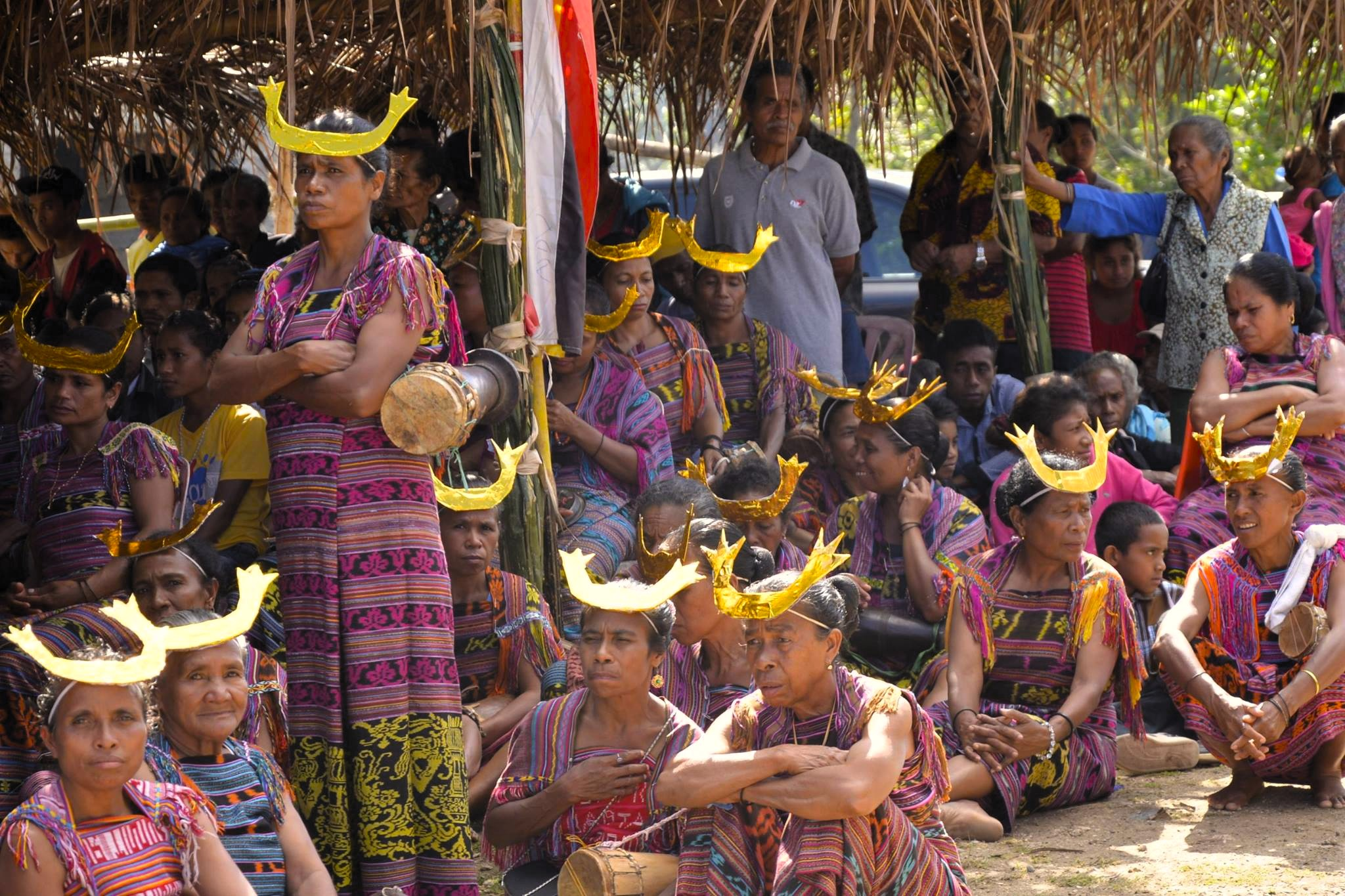
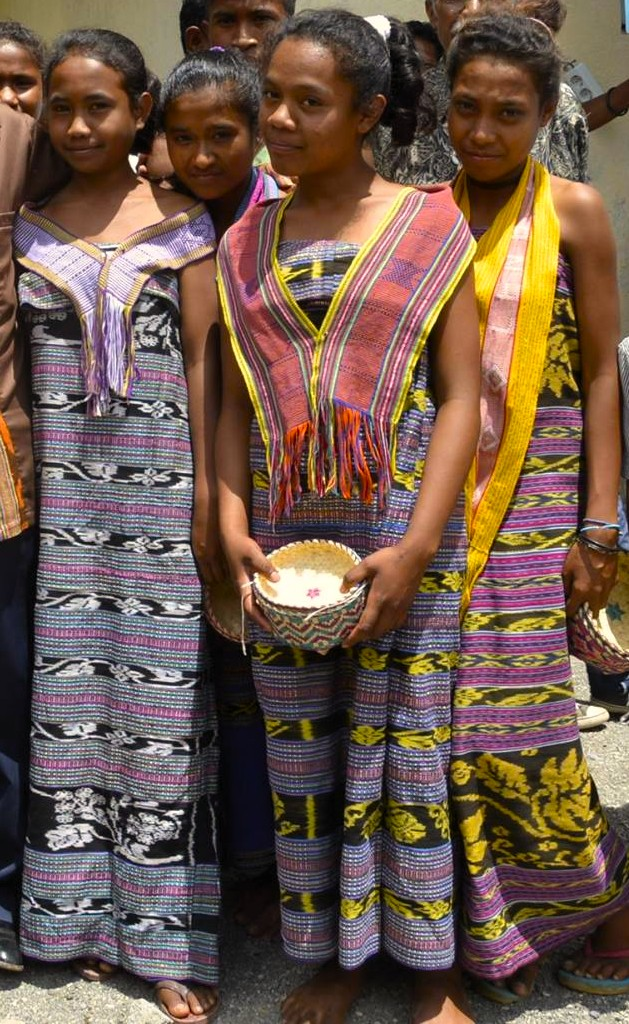

## Geschichte

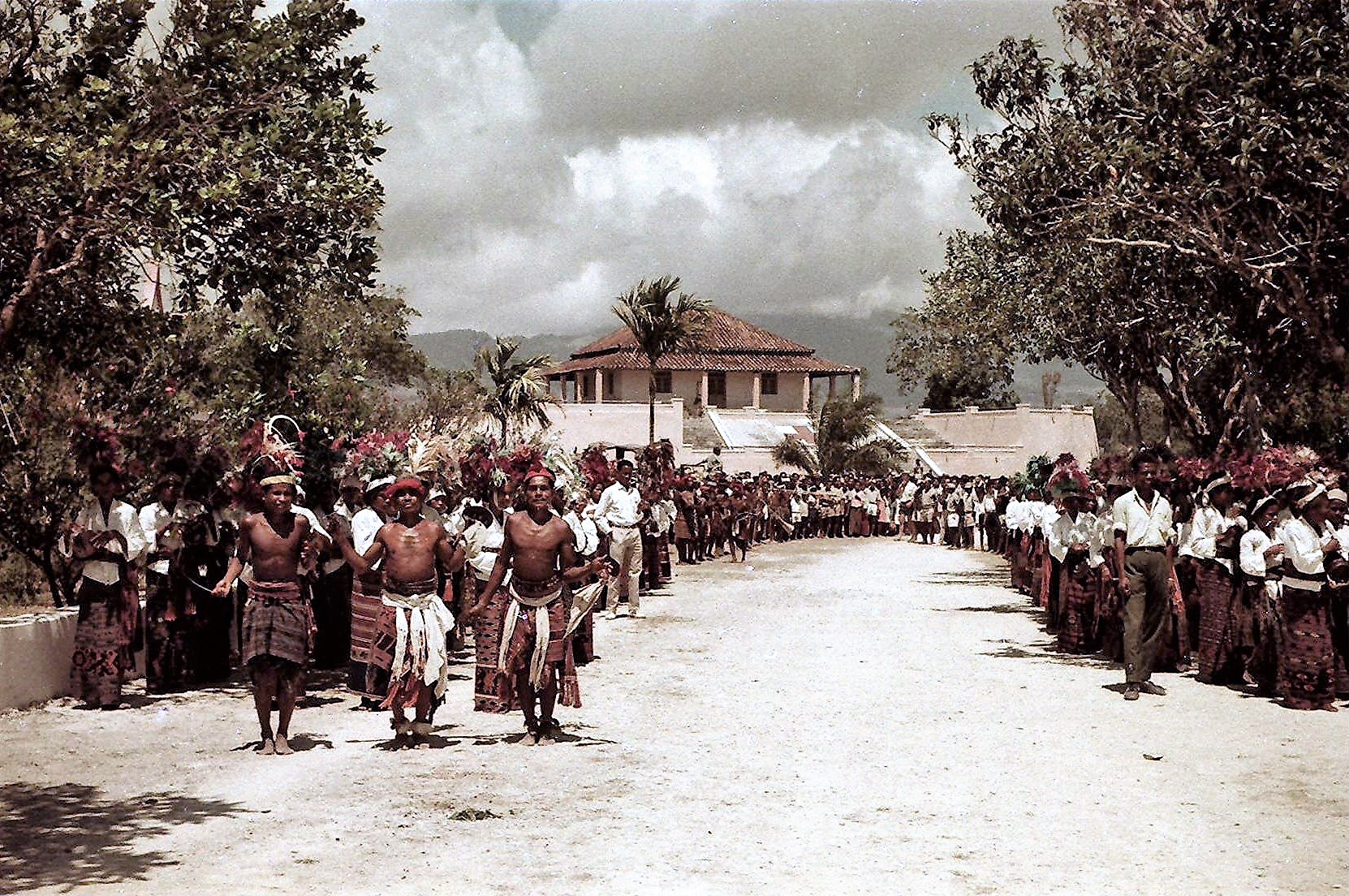
Der portugiesische Militärstützpunkt in Venilale (1966)

1990 trafen sich in Ariana der indonesische Gouverneur des besetzten Osttimors Mário Viegas Carrascalão und der FALINTIL-Kommandant Xanana Gusmão zum zweiten Mal für Friedensgespräche.
Am 8. August 2015 wurden in Watu Saha Loi (Aldeia Uai-Tali-Bu'u) der Chef des Konseilu Revolusionariu Maubere (KRM) Mauk Moruk und mehrere seiner Anhänger von Polizei und Armee gestellt. Im folgenden Schusswechsel starben Mauk Moruk und zwei weitere KRM-Mitglieder. Außerdem gab es mehrere Verletzte, darunter einen Polizisten.

## Politik

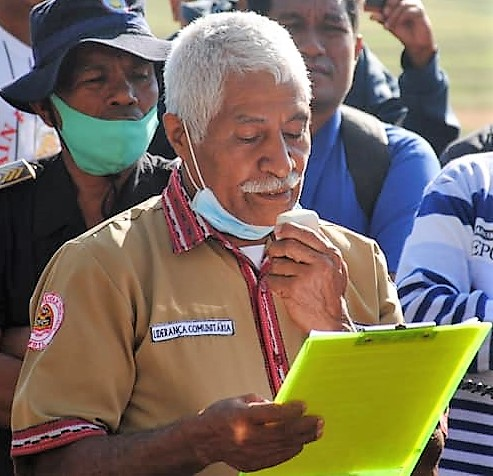
Crisôstomo Correia (2021)

Bei den Wahlen von 2004/2005 wurde Manuel Bento da Silva zum Chefe de Suco gewählt und 2009 in seinem Amt bestätigt. Bei den Wahlen 2016 gewann Crisôstomo Correia und wurde 2023 wiedergewählt.
2023 wurden als Chefe de Aldeias gewählt: António Moises da Piedade (Lia Bala), Inacio da Silva Guterres (Ossogori), Timotio Tomas de Sousa (Uai-Tali-Bu'u) und Deamentino Guterres (Uatu Uasa).

## Persönlichkeiten
In Uai-Tali-Bu'u wurde der Politiker Mário Viegas Carrascalão (1937–2017) geboren.